# Радослав Каменов
Радослав Петров Каменов е български офицер, генерал-майор, участник Сръбско-българската (1885), командир на 6-и артилерийски полк през Балканската (1912 – 1913) и Междусъюзническата война (1913), командир на 9-а артилерийска бригада през Първата световна война (1915 – 1918).

## Биография
Радослав Каменов е роден на 8 декември 1863 г. в Свищов. През ноември 1885 постъпва на военна служба. Взема участие в Сръбско-българската война (1885) в редовете на Ученическия легион. През 1886 година постъпва във Военното на Негово Княжеско Височество училище, достига до звание младши портупей-юнкер, дипломира се 16-и по успех от 163 офицери, на 27 април 1887 г. е произведен в чин подпоручик и зачислен във 2-ри артилерийски полк. На 18 май 1890 г. е произведен в чин поручик. През 1900 г. е командир на батарея от 1-ви артилерийски полк. Служи и в 6-и артилерийски полк. През 1904 г. е произведен в чин майор. Майор Каменов командва 3-та батарея от 3-то планинско артилерийско отделение. На 18 май 1909 г. е произведен в чин подполковник. От 1909 г. е началник на отделение в 3–и артилерийски полк, а през 1911 г. – в 8–и артилерийски полк.
Подполковник Каменов взема участие в Балканската (1912 – 1913) и Междусъюзническата война (1913) като командир на 6-и не с. с. артилерийски полк. В началото на 1915 г. поема командването на 9–и артилерийски полк. По време на Първата световна война (1915 – 1918) е командир на 9-а артилерийска бригада. През 1919 г. е уволнен от служба.
Радослав Каменов е женен и има 2 деца.

## Военни звания
- Подпоручик (27 април 1887)
- Поручик (18 май 1890)
- Капитан (2 август 1894)
- Майор (1904)
- Подполковник (18 май 1909)
- Полковник (5 септември 1919)[2]
- Генерал-майор (31 декември 1935)

## Образование
- Военно на Негово Княжеско Височество училище (1886 – 1887)

## Награди
- Военен орден „За храброст“ IV степен 1 клас
- Военен орден „За храброст“ IV степен 2 клас
- Народен орден „За военна заслуга“ III степен с военно отличие
- Народен орден „За военна заслуга“ V степен на обикновена лента
- Народен орден „За военна заслуга“ V степен на военна лента
- Орден „За заслуга“ на обикновена лента